# 石重睿
石重睿（10世纪—？），是後晉高祖石敬瑭的兒子，相貌类似石敬瑭，故尤其为石敬瑭所钟爱。天福六年（941年），为银青光禄大夫、检校尚书左仆射。
天福七年（942年）六月，石敬瑭病重，宰相冯道单独朝见，而石重睿尚幼，石敬瑭叫重睿出来拜见冯道，命宦官把他抱到冯道怀中。敬瑭虽然不講，但大臣皆知他以冯道托孤。後晉高祖死後，冯道与侍卫马步都虞候景延广商议，以国家多事，建议立长君，立了石敬瑭兄子石重贵为帝，石重睿就沒有即位了。出帝登基后，石重睿因避讳改名石睿。
次年（943年）正月，出帝得了小病，枢密使弘文馆大学士桑维翰秘密派中使、女仆与太后联系，问石睿近期可曾读书，请求为其找师傅教导，因此被出帝怀疑有异心。出帝又将此事说给和桑维翰不和的宰相冯玉，冯玉以言词激怒出帝，桑维翰因而被出为开封府尹。
当年，石睿在检校司徒任上被出帝任为检校太保、开封尹，因年幼，不出阁，而是派左散骑常侍边蔚知府事。出帝对石睿戏言：“已降衔命使臣，有何例物待之？”石睿说：“例物出於内库，臣何忧焉？”出帝许之。当年秋，出帝幸大年庄回来，置酒于景延广家，景延广献出器服、鞍马、茶床、椅榻，都裹以金银，饰以龙凤，又进帛五千匹，绵一千四百两，马二十二匹，玉鞍、衣袭、犀玉、金带等，赏赐出帝从官，从石睿开始到伴食刺史、石睿从者不等，出帝也赏赐景延广家属。当时天下旱、蝗，百姓每年饿死十数万，而君臣之间尚且穷极奢侈相夸如此。开运二年（945年）五月，石睿被任为雄武军节度使，三年（946年）徙镇忠武节度使，他都不曾赴任，也没有封王。四年（947年）契丹灭晋，石睿和出帝一同被俘北上，与出帝妻儿一同被安置于黄龙府，后來不知所终。

## 延伸阅读
[在维基数据编辑]
 《舊五代史·卷87》，出自薛居正《舊五代史》
 《新五代史/卷17》，出自歐陽修《新五代史》